# Marcia Greenberger
Marcia Greenberger (n. 1946) es una abogada estadounidense especializada en los derechos de la mujer y es considerada la primera defensora legal que se dedicó por completo a ese campo en Washington, D. C. Fue cofundadora del National Women's Law Center (NWLC), una organización que lucha por la equidad de género.

## Biografía
Estudió en la Universidad de Pensilvania y se graduó con honores de su licenciatura y posteriormente cum laude en su doctorado en Jurisprudencia. Tras salir de la universidad, trabajó como abogada en la firma de Caplin y Drysdale de Washington, D. C.
Fue cofundadora del National Women's Law Center (NWLC), junto con Nancy Duff Campbell, organización que ambas presiden. La NWLC fue creada con el propósito de luchar por evitar la discriminación de las mujeres y alcanzar la equidad de género en la seguridad económica, la educación, la salud y el empleo. La idea surgió cuando el personal administrativo femenino y las estudiantes de derecho en el Center for Law and Social Policy (CLASP) exigieron que se mejorara su salario, que el centro contratara mujeres abogadas, que ya no se esperara que sirvieran el café y que el centro creara un programa para mujeres. Greenberger fue contratada para comenzar el programa en 1972 y Campbell se le unió en 1978. Ambas decidieron convertir el programa en el National Women's Law Center en 1981.
Greenberger es considerada la primera abogada que se dedicó por completo a la defensa de los derechos de la mujer en Washington, D. C. y se ha convertido en una experta en el campo. También participó en la creación de varias leyes que garantizan los derechos de la mujer en los Estados Unidos. Por su trayectoria y contribuciones fue nombrada Abogada del Año por la Barra de Abogadas de Washington D. C. en 1996 y fue incluida en el National Women's Hall of Fame (en español: Salón de la Fama Nacional de Mujeres) en 2015.